# مقاطعة كوري (أوريغون)
مقاطعة كوري (بالإنجليزية: Curry County)‏ هي إحدى مقاطعات ولاية أوريغون في الولايات المتحدة الأمريكية.